# فاليري فيدورشوك
فاليري فيدورشوك (بالأوكرانية: Федорчук Валерій Юрійович)‏ (5 أكتوبر 1988 في أوكرانيا - ) هو لاعب كرة قدم أوكراني في مركز الوسط. شارك مع منتخب أوكرانيا تحت 21 سنة لكرة القدم. أما مع النوادي، فقد لعب مع دينامو كييف ونادي دنيبرو دنيبروبتروفسك ونادي كارباتي لفيف وFC Lviv ‏ وكريفباس كريفي ريه ‏ ونادي فولين لوتسك.

## وصلات خارجية
- فاليري فيدورشوك على موقع اتحاد أوكرانيا (الإنجليزية)
- فاليري فيدورشوك على موقع قاعدة بيانات كرة القدم.إي يو (الإنجليزية)
- فاليري فيدورشوك على موقع Soccerway.com (الإنجليزية)
- فاليري فيدورشوك على موقع عالم كرة القدم.نت (الإنجليزية)
- فاليري فيدورشوك على موقع AS.com (الإسبانية)